# Juan Bautista Aznar-Cabañas
Juan Bautista Aznar-Cabañas (1860 — 1933) foi um político da Espanha. Ocupou o lugar de presidente do governo de Espanha em 1931.
Após uma brilhante carreira militar, na que se destacou o seu papel nas campanhas desenvolvidas em Marrocos, entrou na política poucos meses antes do golpe de estado de Primo de Rivera.
Após atingir o grau de almirante, em 1931 foi chamado para substituir o general Dámaso Berenguer como chefe do que seria o último governo da monarquia de Afonso XIII da Espanha.
No gabinete  do almirante Aznar havia duas correntes monárquicas contrapostas: A corrente "dura" representada por Juan de la Cierva (alta burguesia), e a corrente “mole” ou “transigente", disposta a pactuar com os republicanos, nesse momento no cárcere Modelo de Madrid, representada pelo conde de Romanones. No ponto meio e pelo Ministério de Governação encontrava-se o marquês de Hoyos. Como ministro da Guerra estava o general Dámaso Berenguer (que fora o anterior presidente de Governo),  o conde de Bugallal Araujo no grupo "la Cierva" e como diretor geral da Guarda Civil o general Sanjurjo. O gabinete incluía também o duque de Maura, o almirante José Rivera Álvarez-Camero e os empresários Ventosa e Gascón y Marín.
La Cierva  e Bugallal mantinham a postura de que a monarquia devia resistir por qualquer meio, inclusive utilizando a Guarda Civil. Sanjurjo opôs-se após comprovar a maioria obtida pelos republicanos nas eleições do 12 de abril de 1931, o que significava o grupo mais importante de "republicanos ilustrados antimonárquicos".
O conde de Romanones, após tentar inutilmente chegar a uma transação com os republicanos de criar um governo de transição, era partidário de que o rei abandonasse Espanha, decisão que tomou o rei.